# 佐々木組 (和歌山)
佐々木組（ささきぐみ）は、和歌山県和歌山市に本部を置いていた暴力団。2008年、解散した。

## 略歴
1993年10月、西畑晴夫が五代目山口組直参に昇格。

## 歴代組長
- 六代目（1993年～） - 西畑晴夫（五代目山口組若中、六代目山口組若中）[1]

## 最高幹部
- 組長 - 西畑晴夫